# IC 1923
IC 1923 је спирална галаксија у сазвјежђу Часовник која се налази на листи објеката дубоког неба у Индекс каталогу.
Деклинација објекта је - 50° 33' 20" а ректасцензија 3h 24m 53,0s. Привидна величина (магнитуда) објекта IC 1923 износи 16,1 а фотографска магнитуда 17,5.